# Para siempre (canción de Zurdok)
«Para siempre» es el tercer y último sencillo del álbum Maquillaje de la banda mexicana de rock alternativo Zurdok. Con este sencillo se cierra el ciclo de Maquillaje y a la vez el mismo Zurdok. El sonido épico de la música es instrumental (Toda la música es instrumental) con fusión de rock alternativo. La letra de la canción habla sobre la vida de una persona la cual no puede vivir su vida tal y como debe ser, y esta desea vivir felizmente y "para siempre" (de ahí el título de la canción).

## Lista de canciones
- Edición México

1. «Para siempre»
2. «Para siempre» (acústica)
3. «Vivir feliz»

- Datos: Q6060412